# 西周象尊
西周象尊，又称鸟纹象尊、鸟纹象形尊、象尊，西周青铜象形鸟兽尊，1974年出土于陕西省宝鸡市茹家庄一号墓，国家一级文物，现藏于宝鸡青铜器博物院。

## 历史背景
殷商时期，中国黄河流域仍有象群分布，《吕氏春秋•古乐篇》载“商人服象，为虐于东夷。”象尊是商代常见的酒器，容庚《商周彝器通考》《殷墟青铜器通论》中曾收录有三件象尊。据战国时期儒家经典《周礼》记载，“其朝践用两献尊，其再献用两象尊”，象尊在周代礼仪中仍占有一定的位置。

## 出土与收藏
1974年，该象尊在陕西省宝鸡市茹家庄𢐗国墓地一号墓乙室出土。文物出土编号为“BRM1乙:23”，被认定为西周中期文物。包括西周象尊在内的茹家庄西周墓出土文物被收藏于宝鸡市博物馆，即今宝鸡青铜器博物院。茹家庄西周墓是宝鸡市博物馆在1974年至1975年发掘的，分为一号墓和二号墓，一号墓的墓主为𢐗伯，年代约在昭、穆之际。𢐗伯墓墓室南北长5.2米，东西宽8.48米，木椁长3.2米，宽4.2米。椁内分隔成深浅不同的甲、乙两室，较大的乙室内埋有墓主𢐗伯，甲室埋葬的被认为是𢐗伯之妾。
2023年“2022年杭州亚运会”期间，该象尊作为国宝在杭州对外展出。

## 形制
鸟纹象尊通高23.6厘米，首至尾长37.8厘米，尊背方口4.8厘米×9厘米，重4500克。
鸟纹象尊是一件盛酒器，尊体呈大象的形状，象体肥硕丰满。象背中部开长方形口，上有方形尊盖，盖面饰有两个圆环钮，环钮上有链环与器身相连，使盖子可开启而不脱落。象鼻高挑、中空，与腹部体腔相通，可作为流口，象鼻高度与象背处在同一水平线。象口微张，齿牙外露，两圆目突出，圆耳耸起，四柱足较短粗，尾巴自然下垂，可作为器物鋬手。
与商夔纹象尊、醴陵象尊、卡蒙多象尊等商代象尊相比，该象尊的整体形象更接近猪的造型，尤其是腹部和头部的处理很像一头猪，柳扬等学者认为这反映了中原地区的野象在西周时已经消失，工匠们不曾目睹真实的大象，而是凭借传说与想象创造出了该象尊的形象。
器盖的盖面上饰有四组卷体蛇纹，象身饰有四组以云雷纹衬地的涡形凤鸟纹，中间填以对峙的两组三角形几何纹。鸟纹在商代早中期的青铜器上已作为辅助纹饰出现，西周后凤鸟成为青铜器的一种主题纹饰，该象尊反映了这种变化。

## 相关
2023年，宝鸡火车站广场两尊动物雕塑，为同比例放大的西周象尊，高2.5米，长3.8米，底座高1.2米。

## 备注
1. ↑  一说1975年[2]
2. ↑  一说高24厘米，长38厘米[9]。